# Nervul peroneal comun
Nervul peroneal comun (denumit și nervul fibular comun, nervul popliteal extern, sau nervul popliteal lateral) este un nerv din piciorul inferior care oferă senzație asupra părții posterolaterale a piciorului și a articulațiilor genunchiului.  Se împarte la genunchi în două ramuri terminale: nervul peroneal superficial și nervul peroneal profund, care inervează mușchii compartimentelor laterale și anterioare ale piciorului respectiv. Când nervul peroneal comun este deteriorat sau comprimat, poate avea loc scăderea piciorului⁠(d).

## Origine
Nervul peronier comun este ramura de bifurcație laterală a nervului ischiadic. Originea metamerică a fibrelor sale este L4-S2.

## Traiect și raporturi
De la origine are un traiect descendent și spre lateral, medial de mușchiul biceps femural, apoi între tendonul acestuia și gastrocnemianul lateral. Înconjoară capul fibulei, în contact direct cu acesta, fiind acoperit de mușchiul peronier lung și se împarte în nervii peronier superficial și peronier profund.

## Ramuri

### Nervul sural cutanat lateral
Se desprinde în traiectul nervului peronier comun în regiunea poplitee și trece peste m. gastrocnemian lateral ajungând pe fața laterală a genunchiului și inervând tegumentul de la acest nivel.

### Ramura comunicantă peronieră
Se desprinde în dreptul capului fibulei și se alătură nervului sural medial pentru a forma nervul sural.

### Nervul peronier profund
Se desprinde între mușchiul peronier lung și fibulă și perforează apoi septul intermuscular anterior al gambei. Se așează profund de mușchiul extensor lung al degetelor, între acesta și membrana interosoasă. În treimea mijlocie a gambei se alătură vaselor tibiale anterioare pe care le încrucișează dinspre lateral spre medial. Împreună cu acestea formează mănunchiul vasculo-nervos tibial anterior. Ajuns la nivelul articulației talo-crurale, trece pe sub retinaculul extensorilor și apoi se împarte în nervii digitali dorsali ai piciorului pentru fetele adiacente ale degetelor 1-2.
Nervul peronier profund da ramuri musculare pentru mușchii anteriori ai gambei și pentru mușchii dorsali ai piciorului.

### Nervul peronier superficial
Are un traiect descendent printre mușchii peronier lung și scurt. Devine superficial în treimea inferioară a gambei unde se împarte în următoarele ramuri:
- ramuri musculare: se distribuie mușchilor peronieri
- nervul cutanat dorsal medial al piciorului: trece anterior de articulația talo-crurală și retinaculul extensorilor. Are un traiect paralel cu al tendonului mușchiului extensor lung al halucelui. Se împarte în nervii digitali dorsali ai piciorului care se distribuie feței dorso-mediale a degetului 1 și a fețelor alăturate a degetelor 2-3.
- nervul cutanat dorsal intermediar al piciorului: străbate lateral fața dorsală a piciorului și se împarte în nervii digitali dorsali ai piciorului care se distribuie fețelor adiacente ale degetelor 3-5.

## Autopsie

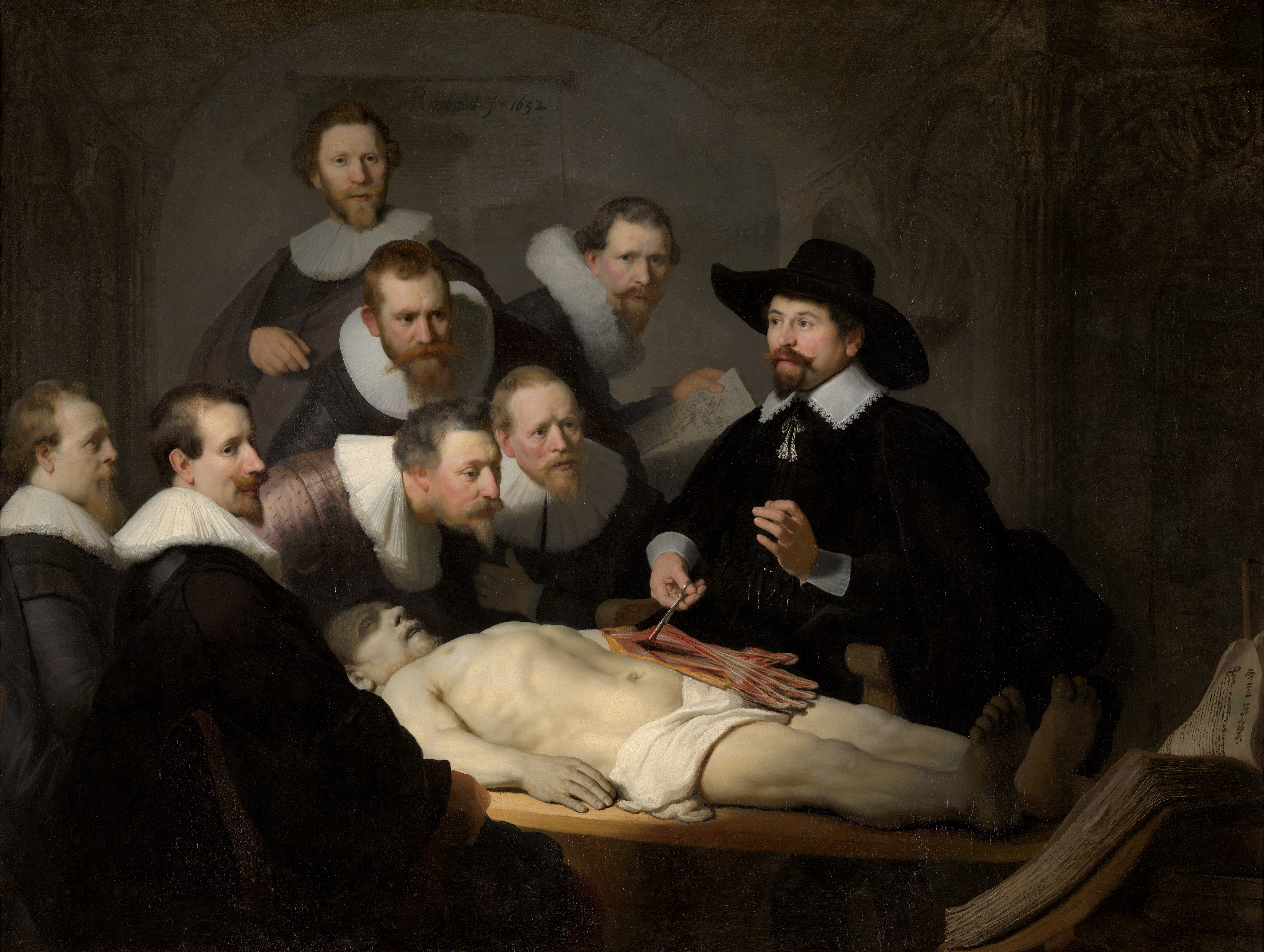
Prima autopsie înregistrată

Anatomiștii sunt învățați să nu împartă acest nerv în timpul dezvelirii sale. (Având în vedere faptul că cei mai mulți dintre ei exploatează aceste cunoștințe în timpul practicii lor chirurgicale.)

## Imagini suplimentare

Vedere frontală și posterioară a nervilor cutanati ai extremității inferioare drepte
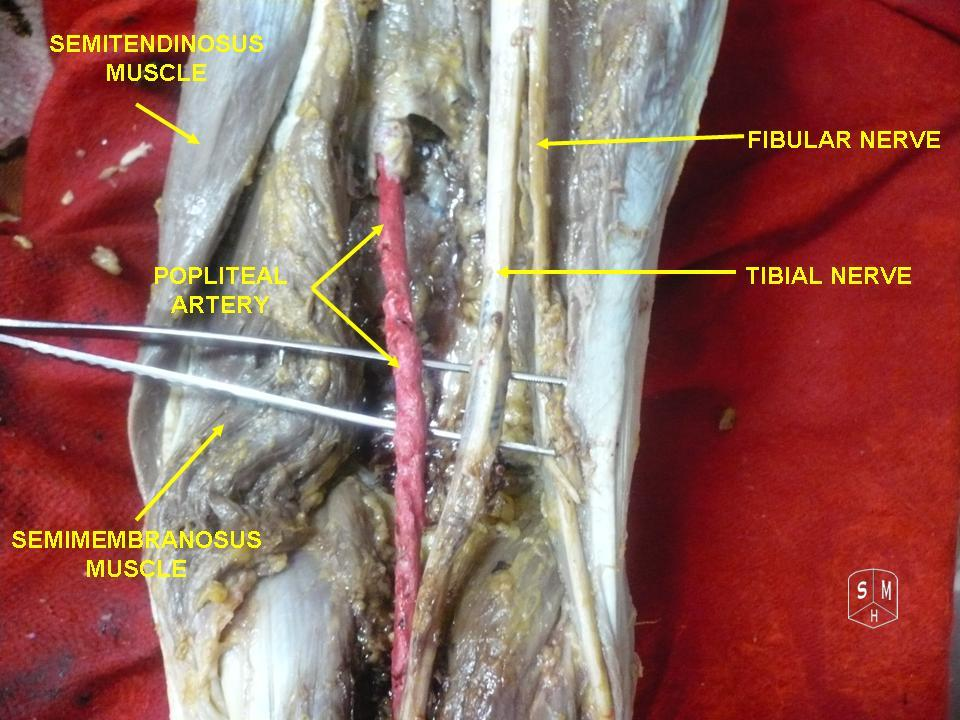
Nervul fibular comun
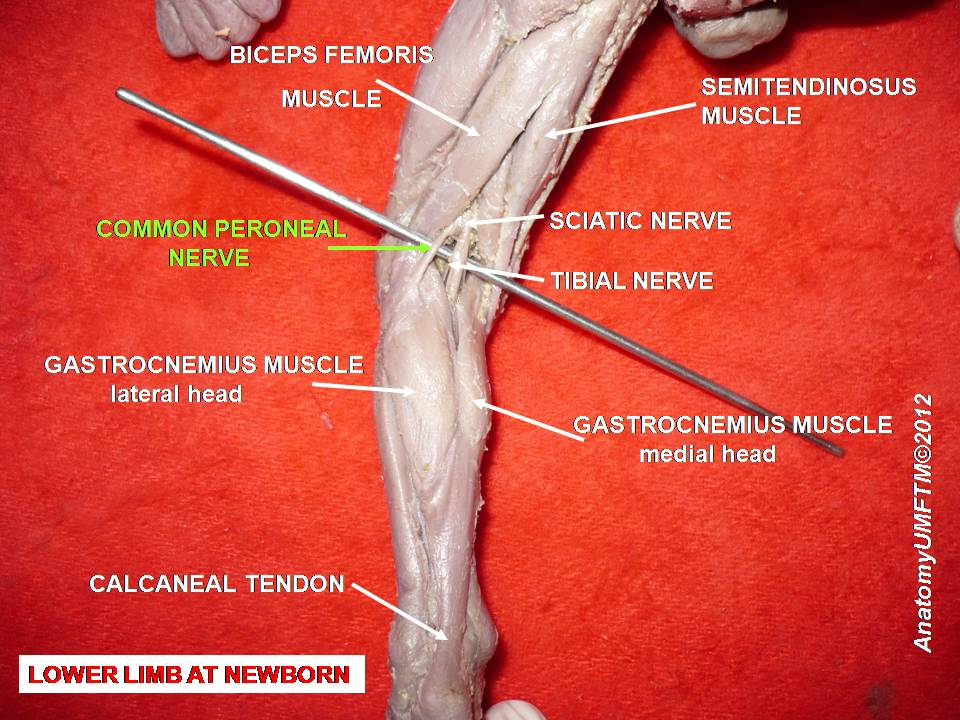
Nervul peroneal comun
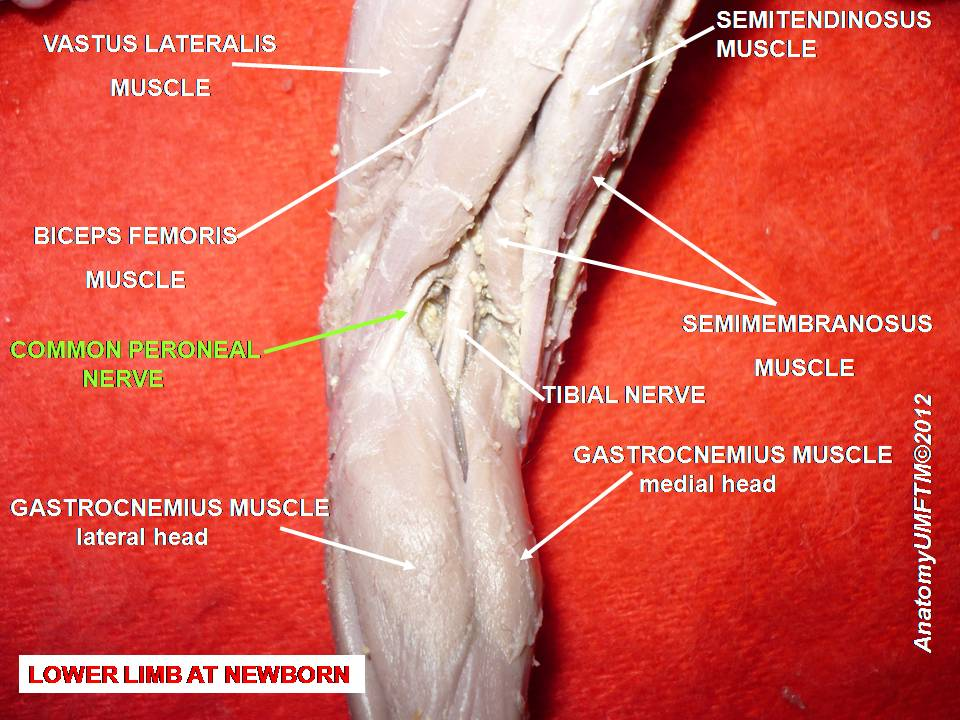
Nervul peroneal comun